# 高田珠樹
高田 珠樹（たかだ たまき、1954年 - ）は、日本の哲学研究者、大阪大学教授。

## 来歴
福井県生まれ。1976年大阪外国語大学ドイツ語科卒、1981年京都大学大学院文学研究科哲学専攻博士課程満期退学。大阪外国語大学助教授、1998年教授、2007年大阪大学コミュニケーションセンター教授。妻はドイツ文学者・思想史研究者の高田里惠子。

## 著書
- 『現代思想の冒険者たち ハイデガー 存在の歴史』講談社、1996年
  - 文庫版『ハイデガー 存在の歴史』 講談社学術文庫、2014年

### 翻訳
- ペーター・スローターダイク『魔の木 1785年における精神分析の成立 心理学の哲学を物語る試み』高田里惠子共訳 岩波書店、1988
- スローターダイク『シニカル理性批判』ミネルヴァ書房 Minerva哲学叢書、1996
- クリスティアン・グラーフ・フォン・クロコウ『決断 ユンガー、シュミット、ハイデガー』柏書房 パルマケイア叢書、1999
- マルティン・ハイデッガー『日本人と問う人とのあいだの言葉についての対話』平凡社ライブラリー、2000
- ティモシー・クラーク『マルティン・ハイデガー』青土社 シリーズ現代思想ガイドブック、2006
- 『フロイト全集 7（1901年） 日常生活の精神病理学』岩波書店、2007
  - 『日常生活の精神病理』岩波文庫、2022
- マルティン・ハイデガー『アリストテレスの現象学的解釈 『存在と時間』への道』平凡社、2008
- 『フロイト全集 11 ダ・ヴィンチの想い出症例「シュレーバー」 1910-11年』責任編集 甲田純生、新宮一成、渡辺哲夫共訳 岩波書店、2009
- 『フロイト全集 20 ある錯覚の未来 文化の中の居心地悪さ 1929-32年』責任編集 嶺秀樹共訳 岩波書店、2011
- 『フロイト全集 15（1915-17年） 精神分析入門講義』新宮一成、須藤訓任、道籏泰三共訳 岩波書店、2012
- マルティン・ハイデガー『存在と時間』作品社、2013